# Palorchestes
Palorchestes is een geslacht van uitgestorven buideldieren, dat voorkwam van het Mioceen tot Pleistoceen. Er zijn drie tot vijf soorten in het geslacht benoemd.

## Beschrijving
De soorten in het geslacht Palorchestes leken uiterlijk op een grote tapir. Ze konden tot 2,5 meter lang worden. De vorm en positie van de neusbeenderen maken het aannemelijk dat ze een slurf(je) hadden. De voorpoten waren groot en de achterpoten waren tamelijk zwak ontwikkeld. Zowel de tenen van de voor- als achterpoten waren uitgerust met forse klauwen. De bouw van de onderkaak wijst erop, dat deze dieren een lange tong hadden, zoals de huidige giraf. De tanden waren vrij complex.

## Leefwijze
De complexe bouw van de tanden wijst op een vezelrijke voeding, zoals boomschors, dat met de geklauwde voorpoten van de bomen kon worden gereten. De klauwen konden ook worden gebruikt om wortels uit te graven of om takken van bomen naar beneden te trekken om dan de bladeren op te eten.

## Vondsten
Fossielen werden gevonden in Australië.